# Tetragnatha obtusa
Tetragnatha obtusa ist eine Spinnenart aus der Familie der Streckerspinnen (Tetragnathidae). Die Art bewohnt die Kronen von Sträuchern und Bäumen in weiten Teilen der Paläarktis. Sie ist aufgrund ihres in der Seitenansicht annähernd dreieckigen Hinterkörpers in Mitteleuropa unverwechselbar.

## Beschreibung
Die Art zählt zu den kleineren Vertretern der Gattung in Mitteleuropa; Männchen haben eine Körperlänge von 4,0 bis 5,5 mm, Weibchen erreichen 4,5 - 6,5 mm. Der Vorderkörper (Prosoma) ist dunkelbraun, im Bereich der Augen und am Außenrand schwarzbraun.
Der Hinterkörper (Opisthosoma) ist etwa in der Mitte spitz aufgewölbt und daher in der Seitenansicht fast dreieckig. Er trägt auf weißlichem bis grünlichem Grund eine unregelmäßige, bräunliche Fleckenzeichnung. Die Beine sind undeutlich braun und schwarz geringelt.

## Verbreitung und Lebensraum
Die Art besiedelt große Teile der Paläarktis von den Kanarischen Inseln und Irland bis Kamtschatka und China. Das Verbreitungsgebiet umfasst die arktischen bis subtropischen Zonen. Sie kommt in ganz Europa vor.
Tetragnatha obtusa bewohnt nicht zu feuchte Laub- und Mischwälder und Streuobstwiesen. Sie besiedelt dort den Kronenraum von Sträuchern und Bäumen.

## Lebensweise
Die Art baut an meist trockenen Zweigen kleine Radnetze mit einer offenen Nabe. Wie alle Arten der Gattung sitzt Tetragnatha obtusa in Ruhestellung eng an die Unterlage gedrückt, wobei die beiden Vorderbeinpaare nach vorn und das letzte Beinpaar nach hinten gestreckt sind; das dritte Beinpaar umfasst die Unterlage. An der Unterseite von trockenen Zweigen sitzend imitiert sie so Knospen und ist dann hervorragend getarnt. Geschlechtsreife Tiere kommen von Juni bis August vor.

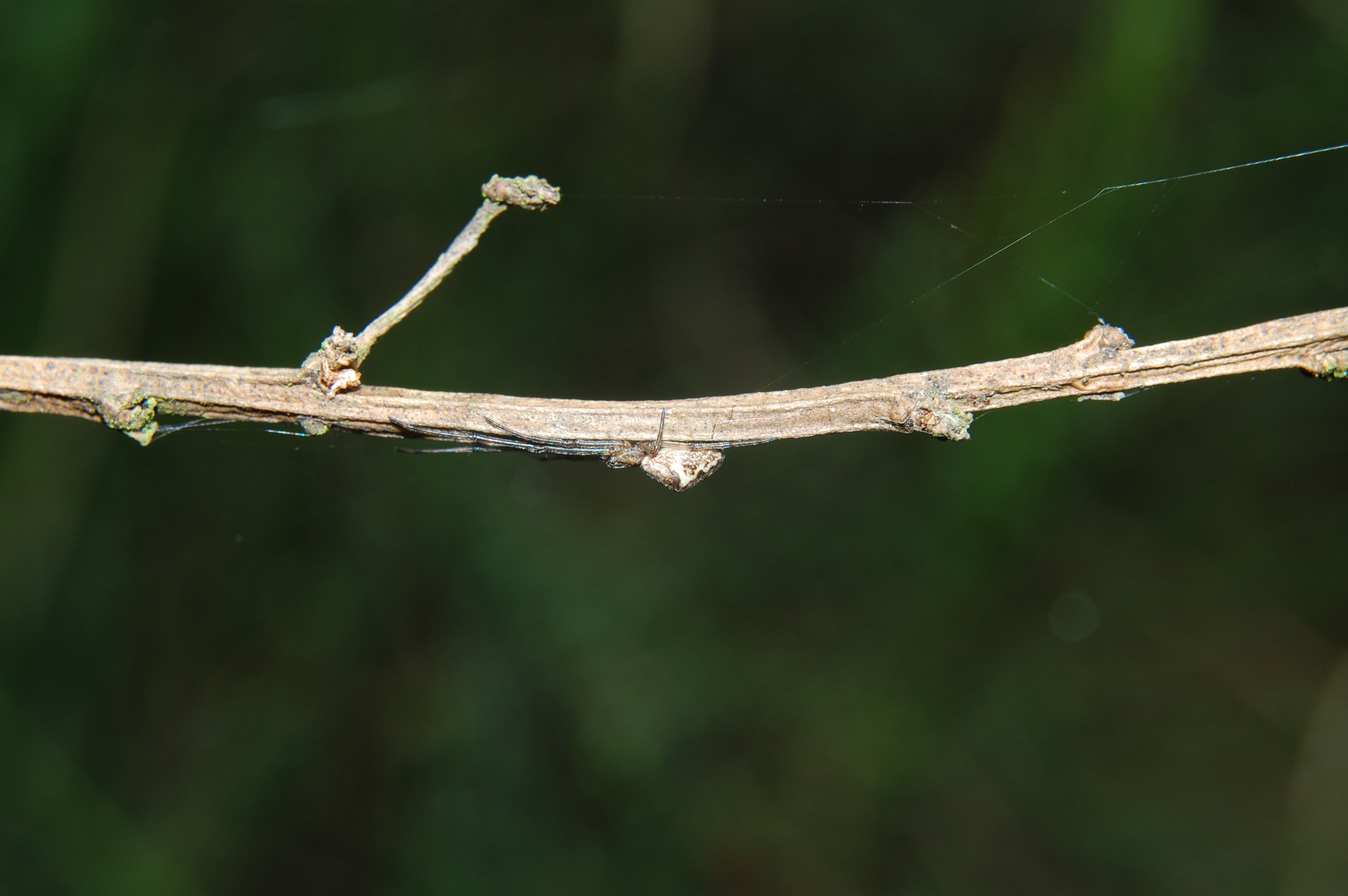
Tetragnatha obtusa in Ruhestellung an einem trockenen Ginsterzweig

## Gefährdung
Die Art ist weit verbreitet, wird jedoch aufgrund ihres Habitates relativ selten gefunden. Sie wird in Deutschland in der Roten Liste als „ungefährdet“ eingestuft.